# فيل رولينز
فيل رولينز (بالإنجليزية: Phil Rollins)‏ مواليد 19 يناير 1934 في ويكليف، هو لاعب كرة سلة أمريكي. بدأ مسيرته الاحترافية في سنة 1958. تم اختياره من قبل فريق غولدن ستايت ووريورز خلال الدرافت. يبلغ طوله 6 قدم 2 بوصة (1.9 م). اعتزل اللعب في 1963.

## المسيرة الاحترافية
لعب مع غولدن ستايت ووريورز في سنة 1958، ثم لعب مع سكرامنتو كينغز من سنة 1958 إلى 1961، ثم لعب مع أتلانتا هوكس في سنة 1960، ثم لعب مع نيويورك نيكس في موسم 1960–1961.

## روابط خارجية
- فيل رولينز على موقع إن بي أي (الإنجليزية)
- فيل رولينز على موقع سبورتس رفرنس (الإنجليزية)
- فيل رولينز على موقع كلية كرة السلة في سبورتس رفرنس.كوم (الإنجليزية)
- فيل رولينز على موقع ريلجم (الإنجليزية)
- فيل رولينز على موقع بروبوليرز (الإنجليزية)